# Oriole (Automarke)
Oriole war eine US-amerikanische Automarke.

## Markengeschichte
Harry W. Cleveland aus Fond du Lac in Wisconsin stellte im Mai 1910 einen Prototyp her. Sein Vater C. E. Cleveland war Präsident der Giddings and Lewis Manufacturing Company im gleichen Ort. Dort begann die Produktion von Automobilen. Der Markenname lautete Oriole. Noch 1910 endete die Produktion.

## Fahrzeuge
Im Angebot stand nur ein Modell. Es hatte einen Vierzylindermotor mit 45 PS Leistung. Das Fahrgestell hatte 320 cm Radstand. Die Reifen waren mit 40 Zoll recht groß. Der Aufbau war ein Tourenwagen.